# Восемь часов ещё не день
«Восемь часов ещё не день» (нем. Acht Stunden sind kein Tag) — пятисерийный телевизионный фильм режиссёра и сценариста Райнера Вернера Фасбиндера, впервые показанный по немецкому телевидению в конце 1972 — начале 1973 года. Лента повествует о жизни семьи среднего класса, а также о попытках группы рабочих отстоять свои права. Съёмки прошли в апреле — августе 1972 года. Сценарий был написан для восьми серий, однако съёмки прекратили после пяти, поскольку руководство телекомпании посчитало сюжет не слишком реалистичным. Телефильм пользовался успехом у зрителей, имея рейтинги, сравнимые с популярнейшим в то время сериалом «Место преступления». В 1974 году лента получила премию «Гримме» за лучший сериал.

## Серии
| Номер | Данные                                                                                            | Сюжет |
| ----- | ------------------------------------------------------------------------------------------------- | --- |
| 1     | «Йохен и Марион» (нем. Jochen und Marion); дата показа — 29 октября 1972; длительность — 107 мин  | Рабочий Йохен случайно встречает в магазине молодую женщину по имени Марион и тут же приглашает её на день рождения своей бабушки, где та знакомится со всеми членами семьи. Между молодыми людьми вспыхивают чувства. На заводе Йохен вносит рационализаторское предложение, из-за которого всю его бригаду могут лишить премиальных выплат. |
| 2     | «Бабушка и Грегор» (нем. Oma und Gregor); дата показа — 27 декабря 1972; длительность — 105 мин   | Бабушка со своим ухажёром Грегором решает снять квартиру, однако на пенсию они мало что могут себе позволить. Бабушка генерирует различные идеи, чтобы снизить арендную плату, но всё тщетно. В пустом помещении бывшей библиотеки они решают сделать самовольный детский сад, который власти сначала закрывают, но вскоре разрешают под давлением прессы. |
| 3     | «Франц и Эрнст» (нем. Franz und Ernst); дата показа — 21 января 1973; длительность — 97 мин       | После смерти мастера его место временно занимает один из рабочих (Франц), который отправляется на курсы повышения квалификации. Руководство завода назначает мастером человека со стороны (Эрнста), который подвергается бойкоту со стороны рабочих. Эрнст с пониманием относится к желанию подчинённых и помогает Францу подготовиться к экзамену на мастера. |
| 4     | «Харальд и Моника» (нем. Harald und Monika); дата показа — 18 февраля 1973; длительность — 95 мин | Сестра Йохена Моника решает уйти от своего властного мужа Харальда, но тот не соглашается на развод. Тем временем Йохен и Марион решают пожениться. На свадьбе изобретательная бабушка вынуждает Харальда отпустить Монику. |
| 5     | «Ирмгард и Рольф» (нем. Irmgard und Rolf); дата показа — 18 марта 1973; длительность — 94 мин     | Подруга Марион Ирмгард, свысока относившаяся к рабочим, на свадьбе знакомится с Рольфом — одним из коллег Йохена. Между ними начинаются отношения. Тем временем бригада узнаёт, что завод переводят в другой район города. В ответ рабочие выдвигают ряд требований, в том числе самим организовывать свою работу и получать половину прибыли за сэкономленное время. К их удивлению, руководство соглашается. В конце рабочие задумываются: почему за свои усилия они получают лишь половину прибыли? |

## В ролях
| - Готфрид Йон — Йохен Эпп - Ханна Шигулла — Марион Андреас - Луиза Ульрих — Бабушка Крюгер, бабушка Йохена - Вернер Финк — Грегор Мак - Ирм Херман — Ирмгард Эрлкёниг - Вольфганг Шенк — Франц Мильтенбергер - Вольфганг Церлетт — Манфред Мюллер - Рудольф Вальдемар Брем — Рольф Швайн - Григориос Карипидис — Джузеппе Джулиано - Вольфрид Лир — Вольф Эпп, отец Йохена - Ханс Хиршмюллер — Юрген Граф - Рената Роланд — Моника, сестра Йохена - Анита Бухер — Кете Эпп, мать Йохена | - Карл Шайдт — рабочий Петер - Райнер Хауэр — Фолькмар Гросс - Херб Андресс — Рюдигер - Курт Рааб — Харальд - Рут Дрексель — жена Франца - Бригитта Мира — мать Марион - Клаус Лёвич — доктор Бетрам - Валеска Герт — другая бабушка - Маргит Карстенсен — домохозяйка - Улли Ломмель — Петер - Эва Маттес — подруга Марион - Петер Граухе — Эрнст Фридрих |